# Церква святого Димитрія Солунського (Новики)
Церква святого Димитрія Солунського — православна церква в селі Новики Збаразького району, Тернопільщина. Побудована у 1907—1909 роках і названа на честь великомученика Димирія Солунського. Належить до Тернопільської єпархії Православної церкви України.

## Історія церкви
На місці храму колись стояла стара дерев'яна церква. У 1907 році почалося будівництво нової кам'яної церкви, яке закінчилося 1909 року.
Спершу за проєктами архітекторів церква мала мати 5 куполів, після смерті головного архітектора проєкт був змінений і на сьогодні на ній 2 куполи. Під час другої світової війни, в березні 1944 року[джерело?], коли радянські війська визволяли село від німецьких військ, пострілом радянського танку був зруйнований купол церкви. Ікони, чашу, кадила, Євангеліє, фелони, хоругви люди забрали до своїх домівок. У 1961 році на свято св. Трійці радянська влада закрила храм.
Навесні 1989 року мешканці села почали відновлювати церкву; були відреставровані стіни будівлі та виготовлений новий купол. 8 листопада 1989 року у храмі відслужили першу Божественну Літургію. У 2006 році церква була розписана.
Біля входу до церкви знаходиться дзвіниця з образом великомучиника Димитрія Солунського. На подвір'ї церкви колись знаходився старий цвинтар, який існував ще до 1909 року і досі тут збереглися колишні могили з кам'яними фігурами і хрестами[джерело?].
За час існування в церкві вели Богослужіння багато священиків: Чубатий, Оршак, Аліськевич, Васильків, Решетуха, Огороднік. Протягом останніх 20-ти років настоятелем храму є о. Володимир Борис[джерело?].

## Парохи
- о. Володимир Борис (з 1989).